# Madame et ses flirts
Pour plus de détails, voir Fiche technique et Distribution.

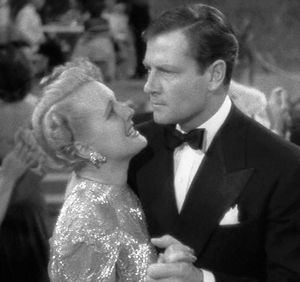
Mary Astor et Joel McCrea

Madame et ses flirts (The Palm Beach Story) est un film américain en noir et blanc réalisé par Preston Sturges, sorti en 1942.

## Synopsis
Un inventeur peu fortuné recherche désespérément de l'argent pour exploiter ses découvertes.
Par amour pour lui et pour lui procurer l'argent nécessaire, son épouse part en Floride pour y divorcer et éventuellement épouser un milliardaire. Mais le mari ne l'entend pas de cette oreille et décide de rejoindre sa femme.

## Fiche technique
- Titre français : Madame et ses flirts
- Titre original : The Palm Beach Story
- Réalisation : Preston Sturges, assisté d'Hal Walker (non crédité)
- Scénario : Preston Sturges
- Musique : Victor Young
- Décors : Hans Dreier et Ernst Fegté
- Costumes : Irene Lentz
- Photographie : Victor Milner
- Montage : Stuart Gilmore
- Producteurs : Buddy G. DeSylva et Paul Jones (producteur associé)
- Société de production et de distribution: Paramount Pictures
- Pays de production :  États-Unis
- Langue : anglais américain
- Format : noir et blanc — 35 mm — 1,37:1 — son : mono (Western Electric Recording)
- Genre : comédie
- Durée : 88 minutes
- Dates de sortie :
  - États-Unis : 2 novembre 1942 (première)
  - France : 20 novembre 1946

## Distribution
- Claudette Colbert : Gerry Jeffers
- Joel McCrea : Tom Jeffers
- Mary Astor : la princesse Centimillia
- Rudy Vallee : John D. Hackensacker III
- Sig Arno : Toto
- Robert Warwick : M. Hinch
- Arthur Stuart Hull : M. Hosmond
- Torben Meyer : Dr Kluck
- Jimmy Conlin: M. Asweld, Ale and Quail Club
- Victor Potel : M. McKeewie
- William Demarest : Premier membre du club
- Jack Norton : le deuxième membre du club
- Robert Greig : le troisième membre du club
- Roscoe Ates : le quatrième membre du club
- Dewey Robinson : le cinquième membre du club
- Chester Conklin : le sixième membre du club
- Sheldon Jett : le septième membre du club
- Franklin Pangborn : l'agent immobilier
- Robert Dudley : Le roi de la saucisse
- Arthur Hoyt : le conducteur du Pullman
- Esther Howard : Mme Wienie King

Acteurs non crédités
- Marcelle Corday : la vieille servante
- J. Farrell MacDonald : l'officier O'Donnell
- Odette Myrtil : la vendeuse
- Lillian Randolph : une servante dans le train

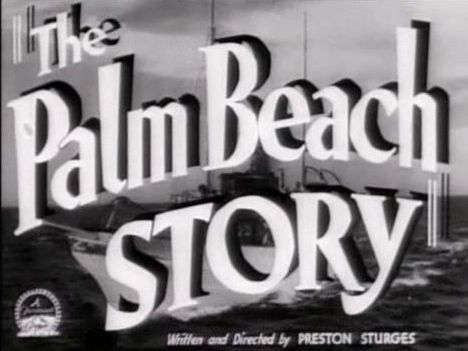
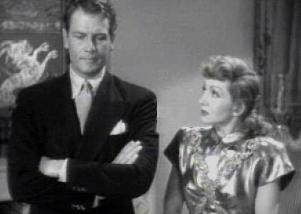
Joel McCrea et Claudette Colbert
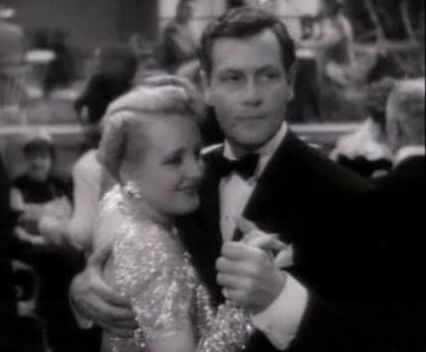
Mary Astor et Joel McCrea
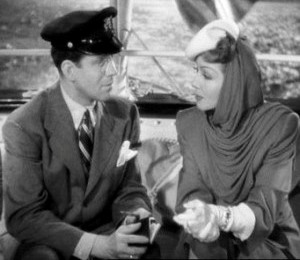
Rudy Vallee et Claudette Colbert
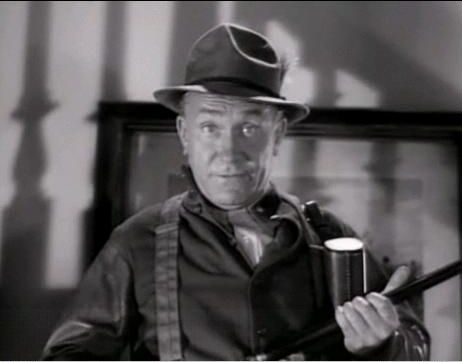
William Demarest
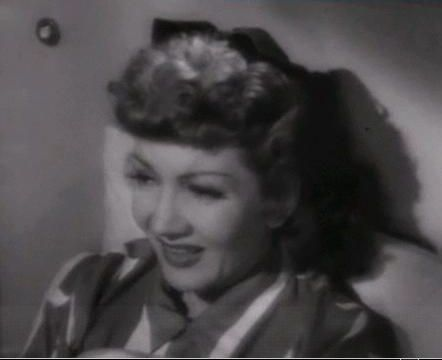
Claudette Colbert

## Autour du film
Le film appartient au genre de la comédie de remariage décrit par Stanley Cavell,.